# Polycitor giganteus
Polycitor giganteus is een zakpijpensoort uit de familie van de Polycitoridae. De wetenschappelijke naam van de soort is, als Polyclinum giganteum, voor het eerst geldig gepubliceerd in 1899 door Herdman.